# Vévodství
Vévodství je území (ať již samostatné či léno), jemuž vládne vévoda. V současnosti se s nimi lze setkat zejména v historickém kontextu, neboť lenní systém byl v průběhu staletí v jednotlivých zemích zrušen a poslední samostatná vévodství v Evropě (wettinsko-anhaltské státečky existující v rámci Německého císařství) zanikla roku 1918 po porážce v první světové válce.
V dějinách středovýchodní Evropy mají zvláštní význam tzv. kmenová vévodství (německy Stammesherzogtümer) Východofranské říše, polostátní útvary zahrnující území obývaná jednotlivými německými kmeny (Sasko, Franky, Bavorsko, Švábsko, přičemž vzhledem k době svého vzniku se k nim počítá i Lotrinsko, které však postrádalo tento kmenový základ).
Vévodství se vyskytovala také na českém území. Např. v letech 1818–1832 vévodství zákupské, určené pro Orlíka, syna císaře Napoleona I. 

## Některá vévodství
- Akvitánské vévodství
- Anhaltské vévodství
- Athénské vévodství
- Barské vévodství
- Bavorské vévodství
- Bergské vévodství
- Bourbonské vévodství
- Brabantské vévodství
- Brémské vévodství
- Bretaňské vévodství
- Brunšvické vévodství
  - Brunšvicko-lüneburské vévodství
- Bukovinské vévodství
- Burgundské vévodství
- Klevské vévodství
- Cornwallské vévodství
- Estonské vévodství
- Finské vévodství
- Frýdlantské vévodství
- Gaskoňské vévodství
- Guelderské vévodství
- Holštýnské vévodství
- Jülišské vévodství
- Korutanské vévodství
- Kraňské vévodství
- Krumlovské vévodství
- Kuronské a zemgalské vévodství
  - Vévodství Kuronsko a Zemgalsko - krátce existující na konci první světové války
- Limburské vévodství
- Lotrinské vévodství
- Lucemburské vévodství
- Lancasterské vévodství
- Lucca (vévodství)
- Meklenburské vévodství
  - Meklenbursko-střelické vévodství
  - Meklenbursko-zvěřínské vévodství
- Milánské vévodství
- Modenské vévodství
- Nasavské vévodství
- Vévodství Naxos
- Oldenburské vévodství
- Parmské vévodství
- Pomořanské vévodství
- Pruské vévodství
- Rakouské vévodství
- Šlesvické vévodství
- Salcburské vévodství
- Saské vévodství
  - Sasko-wittenberské vévodství
  - Sasko-lauenburské vévodství
- Saská vévodství (Ernestinská)
  - Sasko-altenburské vévodství
  - Sasko-výmarské vévodství
  - Sasko-eisenašské vévodství
  - Sasko-gothajské vévodství
- Savojské vévodství
- Spojené baltské vévodství
- Štýrské vévodství
- Vestfálské vévodství
- Württemberské vévodství